# Mady Mesplé
Mady Mesplé (Toulouse, 7 de marzo de 1931-Ibid., 30 de mayo de 2020) fue una cantante de ópera soprano ligera de coloratura francesa con una inusitada extensión en su registro agudo como anteriormente fue Mado Robin. Era el arquetipo de la soprano canario gálica representada actualmente por Natalie Dessay.

## Carrera
De encantadora presencia y gran flexibilidad vocal, fue una soprano de destacada actuación entre 1956 y 1975. Sobresalió en papeles de ópera y opereta, especialmente como Olympia en Los cuentos de Hoffmann, de Offenbach; Zerbinetta en Ariadne auf Naxos, de Richard Strauss; Lakmé, de Léo Delibes; Gilda en Rigoletto, Lucía de Lammermoor, Rosina en El barbero de Sevilla, la Reina de la Noche en La flauta mágica, La fille du régiment y otras.
Cantó en París y toda Francia, Madrid, Barcelona, Milán, el Teatro Bolshói de Moscú, el Teatro Colón de Buenos Aires (1968, 1969 y 1972), Tokio, Wiener Staatsoper de Viena, Múnich, el Metropolitan Opera de Nueva York, Lisboa, Ámsterdam, etc.
Se retiró en 1985 para enseñar en los conservatorios de París, Lyon y Niza.
Deja un importante legado discográfico en ópera y opereta. Su mayor contribución a la fonografía es el registro de Lakmé, La dama de Monte-Carlo y, en los años 70, La vie parisienne, de Offenbach, junto a la soprano dramática Régine Crespin, con quien cantó en el Festival de Aix-en-Provence en 1965 la Zerbinetta de Ariadna en Naxos y reapareciendo en 1990 durante el adiós escénico de Crespin.
Falleció en Toulouse, a los ochenta y nueve años, el 30 de mayo de 2020.